# Le Mesnil (Manche)
Le Mesnil – miejscowość i gmina we Francji, w regionie Normandia, w departamencie Manche.
Według danych na rok 1990 gminę zamieszkiwało 150 osób, a gęstość zaludnienia wynosiła 43 osoby/km² (wśród 1815 gmin Dolnej Normandii Le Mesnil plasuje się na 736. miejscu pod względem liczby ludności, natomiast pod względem powierzchni na miejscu 1010.).